# Kvenové
Kvenové jsou etnická a jazyková menšina na území severního Norska. Emigrovali sem z finsky mluvících oblastí v severním Finsku a Švédsku před rokem 1945. Jedná se o potomstvo finsky mluvících obyvatel.

## Dějiny
Nejstarší doklad etnonyma Kven pochází z Ohthereova vyprávění z 9. století.
Ohthere se ve svém vyprávění o svých cestách popisuje zemi Norů jako dlouhou a úzkou. Na východě se rozprostírá hornatý kraj obývaný Sámy, který se táhne směrem nahoru, kde se zužuje. Jižně od tohoto kraje se nachází země Svéú, což byli předchůdci dnešních Švédů, jejich kraj se také rozprostírá až na sever, kde se za horami vyskytuje území Kvenů. Cestovatel je popisuje tak, že čas od času překročí hory a Nory poplení, kdežto jindy to jsou zase Norové, kteří zaútočí na ně. Kvenové své lodě přenáší k jezerům, které jsou za horami. Z toho důvodu jsou jejich lodě malé a lehké. Obyvatele Kvenlandu popisuje Ohthere jako lidi s vlastním jazykem a kulturou. Původní Kvenland byla oblast v severní Fennoskandii, nejspíše Norrbotten.
Středověcí Kvenové jsou zmíněni taktéž ve čtrnácté kapitole Ságy o Egilu. Kapitola vypráví o Thorolfu, který se svými muži cestoval na území Finnmarky a pomáhal králi Kvenlandu Faravidovi v boji proti Karelům.
Jménem Kvenové se později, v novověku, označuje finskojazyčná populace osídlující břehy západní břehy Finmarky a Tromsu od 16. století ještě před příchodem prvním norských osadníků. V 17. a 18. století jsou Kvenové prvně zapsáni v dánsko-norských registrech jako etnická skupina.
Další vlna migrace proběhla v 19. století za lepším rybářským průmyslem a lepšími pracovními příležitostmi. Tato kvenská komunita se usadila ve východní Finmarce.
V 17. století a počátkem 19. století neměla norská společnost nejmenší problém s rozrůstající se kvenskou komunitou.
V průběhu 19. století došlo v Norsku k vzestupu nacionalismu s cílem vytvořit homogenní národ a menšiny, které se vyskytovaly na území Norska, bylo nutné asimilovat. Norským cílem byli jak Sámové, tak Kvenové.
Tento proces integrace do většinové společnosti trval od konce 19. století až do konce 2. světové války. Kvenům byla odepřena možnost podílet se na společenském životě nebo vykonávat určitá povolání, pokud nebyli dostatečně norští. Norové tak zavedli systematická opatření, aby přiměli Sámy a Kveny zapomenout na svou historii a kulturu. Kvenský jazyk byl brán jako překážka v osobním rozvoji Kvenů.
V 60. letech 20. století se v Norsku změnil postoj a politika vůči menšinám a v této době dochází k liberálnějšímu přístupu vůči Sámům a taktéž se snaží zviditelnit i Kvenové.
V roce 1987 založili Kvenovou asociaci (Norske Kveners Forbund), aby prosazovali svůj program v norské společnosti.
V roce 1999 došlo k potvrzení platnosti Rámcové úmluvy Rady Evropy na ochranu národnostních menšin, a Kvenové tak byli přijati jako menšina.

## Kvenština
Kvenština spadá od roku 2005 pod menšinové jazyky Norska; dříve považována za jeden z dialektů finštiny.
Kvenský jazyk vychází z finského jazyka a lingvisticky se řadí mezi finské dialekty i přes to, že se zde nachází spousta strukturních, fonologických a lexikálních rozdílů. Z typologického hlediska se kvenština řadí k jazykům s převažující aglutinací. Kvenština je velice podobná severofinskému dialektu a je také příbuzná meänkieli, kterým se mluví v severním Švédsku.
Dříve byl kvenské dialekty hojně používány v Tromsu a Finnmarce, později se začaly používat ve velkých městech, jako je Oslo či Tromsø. V dnešní době je velkým problém, že používání tohoto jazyka rychle upadá a počet plynně mluvících se zužuje. V roce 2003 byla kvenština uvedena jako jeden z nejohroženějších jazyků Evropy.
V jazyce zůstala stará finská slova, která se ve finštině již nepoužívají. Z velké části kvenština převzala mnoho výpůjček z norštiny a švédštiny, ale take ze sámských jazyků.
Moderní slovní zásoba je převážně převzatá z norštiny:
- Oholit se → Kven: parpeerata → Nor: barbere
- Fotografovat → Kven: fotografeerata → Nor: fotografere
- Ochutit → Kven: kryteerata → Nor: krydder[9]